# Hökensås naturvårdsområde i Habo kommun
Hökensås naturvårdsområde är ett naturvårdsområde (sedan  1998 likvärdigt med ett naturreservat) i Habo kommun i Jönköpings län, en del av naturvårdsområde Hökensås.
Området är skyddat sedan 1996 och omfattar 22 kvadratkilometer. Det är beläget väster om Hästebäcken. Det består mest av tallskog, sjöar och tjärnar.